# Vlak (meetkunde)

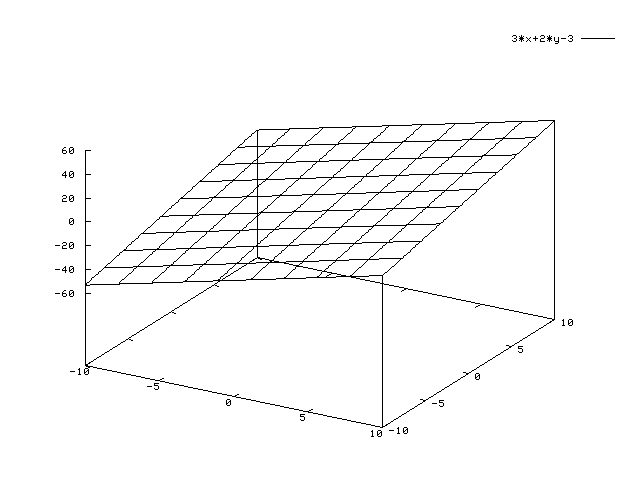
Vlak

Een vlak of plat vlak is een plat oppervlak dat zich oneindig uitstrekt of anders gezegd een variëteit zonder enige kromming. Het is een affiene ruimte in twee dimensies. Een vlak deelt een driedimensionale ruimte in tweeën. Deze twee deelruimtes worden halfruimtes genoemd.

## Representaties
Een vlak kan op verschillende manieren worden afgebeeld of beschreven.

### Punt en normaalvector
Een vlak kan vastgelegd worden door een punt {\displaystyle P} in het vlak en een vector {\displaystyle \mathbf {n} }, die loodrecht op het vlak staat, de normaalvector, dus de oriëntatie van het vlak bepaalt. Het vlak bestaat dan uit de punten waarvan de verschilvector met {\displaystyle P} loodrecht op de normaalvector staat. Het vlak is dus:
{\displaystyle \{Q\ |\ ({\vec {Q}}-{\vec {P}})\cdot \mathbf {n} =0\}}
Als {\displaystyle P} en {\displaystyle \mathbf {n} } in een driedimensionale ruimte zijn gegeven door:
{\displaystyle P=(x_{0},y_{0},z_{0})\ } en {\displaystyle \ \mathbf {n} =(x_{n},y_{n},z_{n})},
bestaat het vlak uit de punten {\displaystyle \mathbf {x} =(x,y,z)} waarvoor geldt dat
{\displaystyle \mathbf {x} \cdot \mathbf {n} \ =\ {\vec {P}}\cdot \mathbf {n} }
waarin de bewerking bepaald door {\displaystyle \cdot } het inwendige product is.

### Vlakvergelijking
Uit het voorgaande zien we dat de punten in een vlak voldoen aan de algemene vlakvergelijking:
{\displaystyle ax+by+cz+d=0}
Hierin is {\displaystyle (a,b,c)} de normaalvector van het vlak. Als {\displaystyle P=(x_{0},y_{0},z_{0})} een gegeven punt in het vlak is, geldt: 
{\displaystyle d=-ax_{0}-by_{0}-cz_{0}}

### Drie punten
Drie punten {\displaystyle P_{1}}, {\displaystyle P_{2}} en {\displaystyle P_{3}} die niet op één lijn liggen, bepalen precies het vlak:
{\displaystyle \{aP_{1}+bP_{2}+cP_{3}\ |\ a+b+c=1\}}

## Overige
- Een hypervlak is een vectorruimte van een dimensie lager dan waarin het is ingebed, dus net zoals een gewoon vlak twee dimensies heeft en in een driedimensionale ruimte is ingebed.
- De verschillende mogelijke vlakken door een kristalrooster worden door middel van millerindices aangegeven.

## Wikibooks
- Wikibooks. Vectormeetkunde